# 兵馬俑
座標: 北緯34度23分5.7秒 東経109度16分23.1秒 / 北緯34.384917度 東経109.273083度

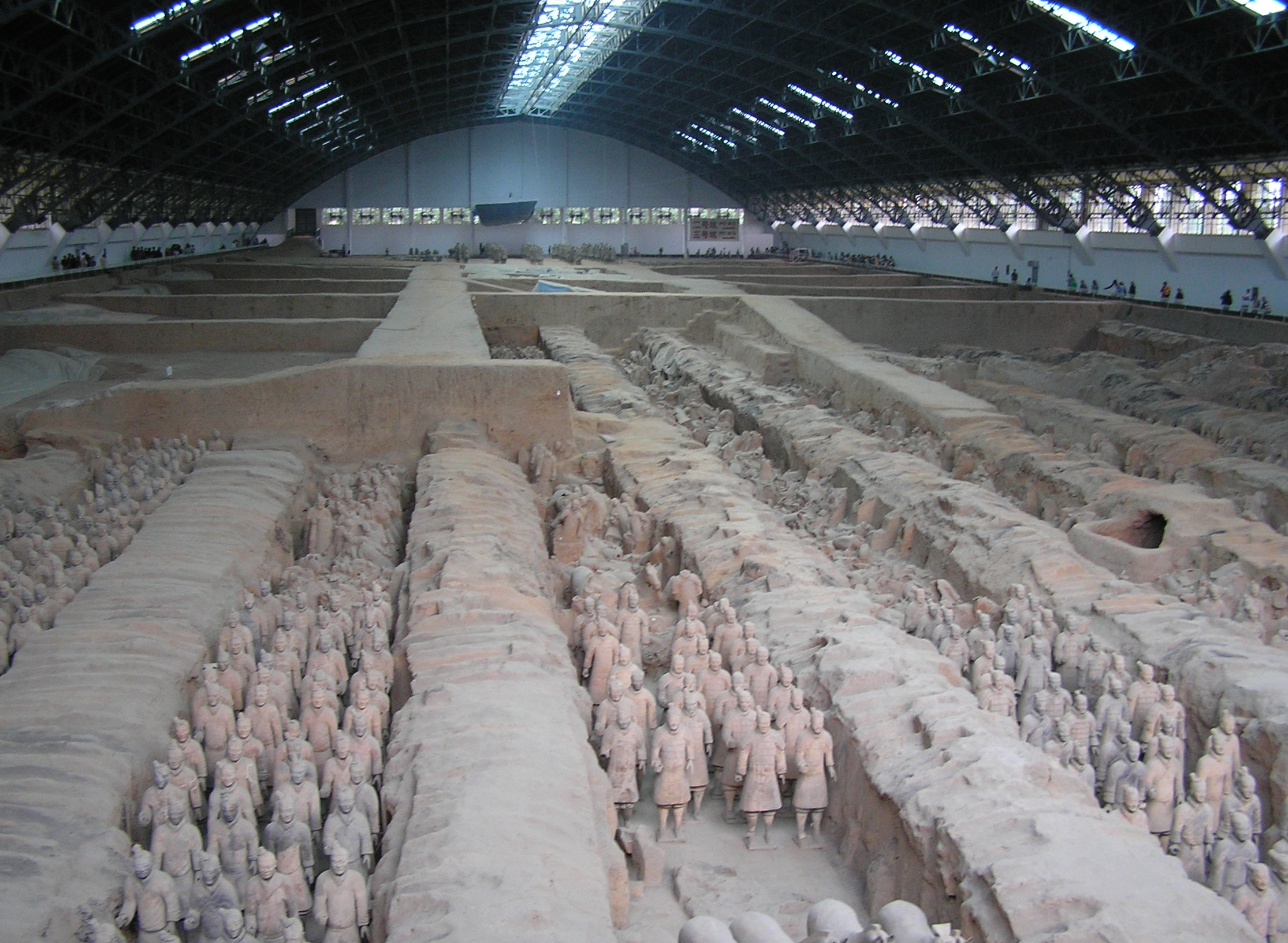
始皇帝陵兵馬俑坑1号坑

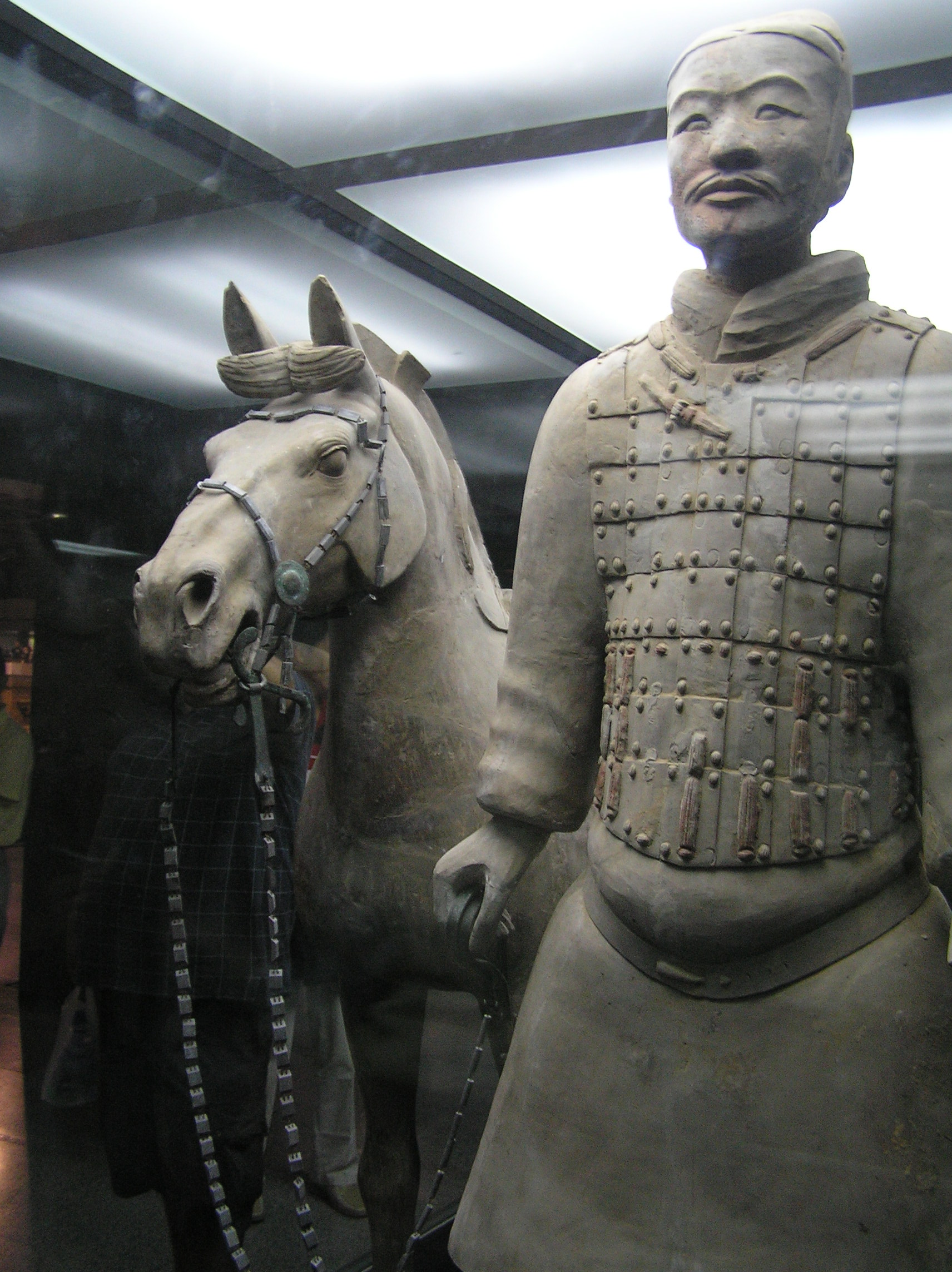
騎兵俑と軍馬俑

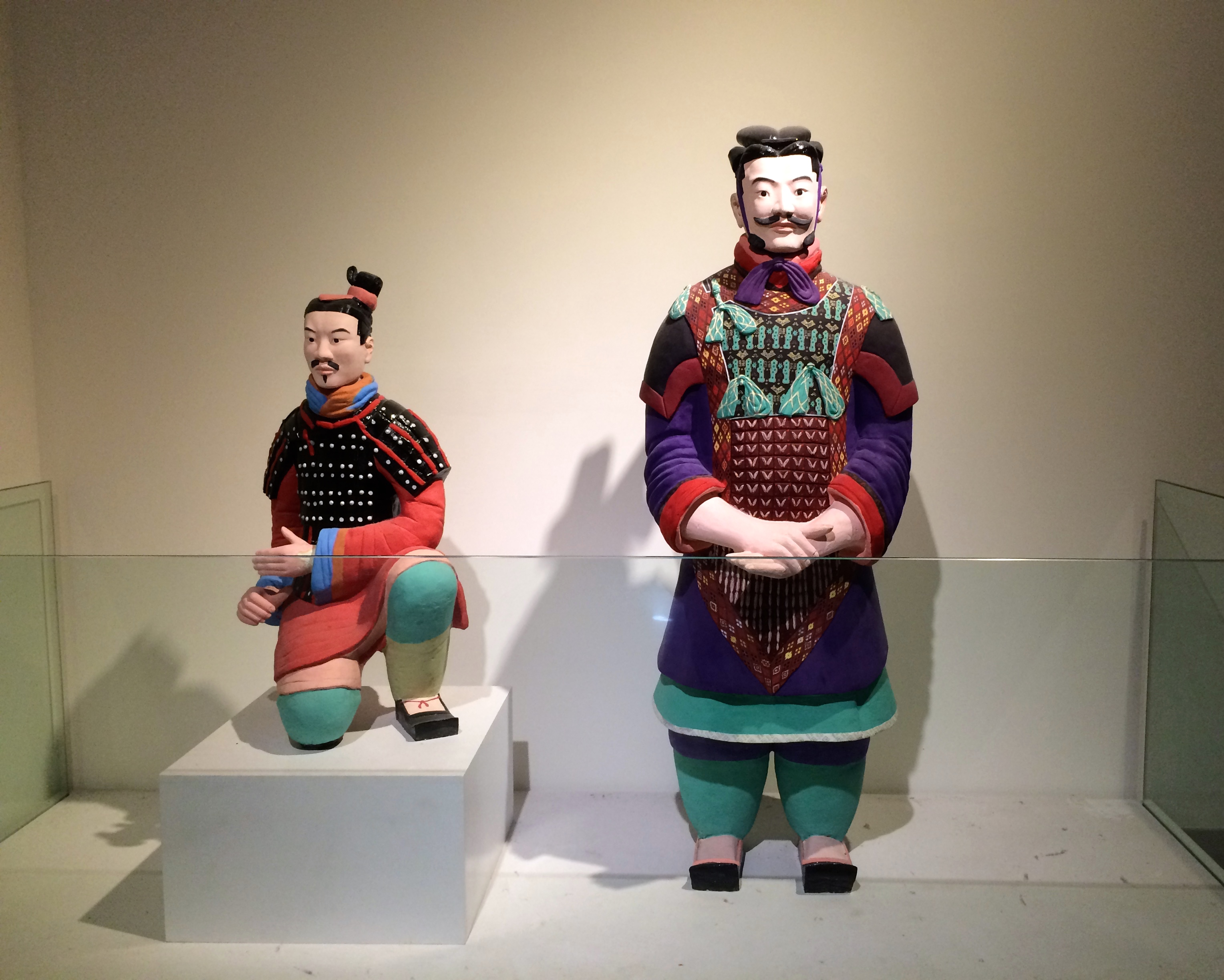
彩色された兵士

兵馬俑（へいばよう）は、古代中国で死者を埋葬する際に副葬された俑のうち、兵士及び馬をかたどったもの。狭義には陝西省西安市臨潼区の秦始皇帝陵兵馬俑坑出土のものを指す。同地は中国の5A級観光地（2007年認定）である。

## 概要
古代中国の俑は死者の墓に副葬される明器（冥器）の一種であり、被葬者の死後の霊魂の「生活」のために製作された。春秋戦国時代には殉葬の習慣が廃れて、人馬や家屋や生活用具をかたどった俑が埋納されるようになり、華北では主として陶俑が、湖北湖南の楚墓ではとくに木俑が作られた。兵馬俑は戦国期の陶俑から発展したものだが、秦代の始皇帝陵兵馬俑においてその造形と規模は極点に達する。漢代以降も兵馬俑は作られたが、その形状はより小型化し、意匠も単純化されたものとなった。

## 発掘の経緯
始皇帝陵（驪山陵）は『史記』や『漢書』などをはじめとする古代中国の歴史書に記録としてその存在が示唆され、古くからその所在地に関しての論争があった。
1962年に陝西省文物管理委員会によって始皇帝陵園の調査が行われ、78の遺跡を確認したのが始皇帝陵の考古調査の嚆矢であるが、兵馬俑の存在は知られていなかった。1974年3月29日、臨潼県の西揚村で井戸を掘っていた6人の住民によって欠損した兵馬俑が発見された。
住民らの証言によれば、鍬で土を掘り返していたところ、何か硬いものに当たったという。彼らは最初、それを古い時代に残された壺などの類の土器ではないかと思ったが、さらに掘り進めるにつれて等身大の粘土の人形が出てきたという。その人形は左足を欠損していたが、胴体はほぼ無傷で、脇には青銅の矢が挟まれていたという。歴史的教養に乏しい住民たちは当初、この発見の重要性を理解しておらず、報告を受けた臨潼県文化館も現場の保護と陶俑の修復を命じたのみで上級部門への報告を怠っていた。
しかしある時に事態は急転を迎える。新華社の記者を務めていた藺安穏は、他の取材の目的で県文化館に訪れていたところ、陶俑が尋常ならぬものであることを見抜き、それに関する記事を執筆することを決意した。藺の記事は最終的に中国共産党の内部報である『状況匯編』に掲載され、共産党指導部の目に止まる。記事の内容はたちまち指導部の関心を引き起こし、当時の国務院副総理である李先念は中国国家文物局に遺跡の保護を命じた。
同年7月、陝西省政府により専門家の袁仲一を隊長とする考古隊を編成して、現地発掘を開始させた。その後の1年間に及ぶ発掘で、東西200メートル以上、南北60メートル以上に及ぶ兵馬俑一号坑の全容が明らかとなった。発掘された陶俑は総数6000体に及んだ。1975年7月21日、新華社通信が秦始皇帝陵兵馬俑坑の発見を報じた。続いて1976年4月に一号坑の東端北側に二号坑が、同年5月にその西端北側に三号坑が発見され、兵馬俑の名は世界に轟いた。

## 始皇帝陵
始皇帝陵兵馬俑坑では、現在までに約8,000体の俑が確認されている。兵士の俑にはどれ一つとして同じ顔をしたものはない。また、かつては兵士の俑のそれぞれに顔料で彩色がされていたこともその後の発掘調査で判明した。指揮官・騎兵・歩兵と異なる階級や役割を反映させた造形は、始皇帝麾下の軍団を写したものである。兵馬俑の軍団は東方を向いており、旧六国を威圧したものとみなされている。21世紀に入った現在でも、兵馬俑の調査・研究は継続されており、近年の調査では、来世へと旅立った始皇帝の為に造設されたこの遺跡は、身を守る軍隊だけでなく宮殿のレプリカや、文官や芸人等の俑も発掘されている。そのため、生前の始皇帝の生活そのものを来世に持って行こうとしたと考えられている。
- 武士俑（兵士俑、歩兵俑）
一般的な兵士をかたどったものであり、平均身長は約1.8メートル。軍団の主体を構成しており、兵馬俑坑から出土した数は最も多い。戦袍を着た兵士（戦袍武士俑）と鎧を着た兵士（鎧甲武士俑）に二分される。
- 御手俑（御者俑）
兵馬俑坑1号坑では、随所に4頭立ての陶製馬の引く木製の指揮用戦車がみられた。戦車の後方には3体の俑が並べ置かれたが、そのうち中央か左側に立つのが御者俑である。丈の長い下衣の袍の外側に鎧を着け、頭には頭巾や長冠を被っている。手綱を持つ両手を前に突き出している形状が特徴的である。銅車馬とともに出土した御者の俑は、鶡冠と呼ばれる山鳥の尾をかたどった冠を載せており、高い身分であったことが知られる。
- 立射俑
兵馬俑坑2号坑の東部で出土し、武器として弓を所持していた。後述する跪射俑とともに弓弩兵の四方戦陣を構成しており、陣の外側に配置されている。
- 跪射俑
前述の立射俑と同様に、2号坑の東部で出土し、武器として弩を所持していた。跪射俑は左膝を曲げて立て、右膝を地につけた形状が特徴的である。下衣に戦袍を着て、外側に鎧を着け、頭頂の左側に髷を結っている。立射俑とともに弓弩兵の四方戦陣を構成しており、陣の内側に配置されている。
- 騎兵俑
騎兵と馬に分けられて作られている。騎兵の鎧は乗馬の邪魔にならないように、肩の小袖が付いていない。
- 将軍俑
兵馬俑としても数が少なく、出土したものは10件に満たない。戦袍を着た将軍と鎧を着た将軍の2種類がみられ、いずれも頭の髷の上に鶡冠を載せている。
- 軍吏俑
- 文官俑
裾の長い上衣を着て、頭に冠をつけ、腰には小刀と砥石をぶらさげて携帯している。小刀は竹簡を削って誤字を修正するためのものである。

- 百戯俑（力士俑）

でっぷりと肥った腹部と逞しい筋肉をもつ男性の俑。力比べに用いられた青銅の鼎とともに出土している。
- 楽士俑
足を伸ばして座り、足の上の何かを操作する男性の俑。船を漕ぐ人という説もある。青銅製の水鳥とともに出土した。
- 跽坐俑

膝を立てた坐姿勢（平均高68cm）。陶盆を伴い、手に飼料容器を持つ描写あり。宮廷苑囿の動物管理者。

## 漢代以降
陝西省咸陽市（現在の渭城区）の楊家湾漢墓の陪葬坑からは、彩色された兵士俑や書記俑・執旗俑・舞踏俑などが出土している。いずれも身長は50センチメートル程度である。同じく咸陽市の長陵の陪葬墓からも、彩色された騎兵俑が出土している。また江蘇省徐州市の獅子山漢楚王墓でも、彩色された兵馬俑が出土している。

## 展示
1983年 大阪築城400年まつり（別称 大阪城博覧会）の兵馬俑館にて展示。展示期間中に30代の酒に酔った男が兵馬俑を押し倒して破壊する事件が起こり、180以上の破片になってしまった。事件から4日後に中国共産党のナンバー2の胡耀邦が視察する予定があったため、中国側の専門家と京都市埋蔵文化財研究所の専門家によってこれに間に合うように修復を試みたが、完成したのは視察の日の深夜となり、間に合うことはなかった。しかしその日中専門家の共同作業よる修復の正確さと速さが称賛され、日中友好が深まった事件として喧伝された。
2022年、日中国交正常化50周年を記念し、36体の兵馬俑を展示する展覧会「兵馬俑と古代中国〜秦漢文明の遺産〜」が、東京（上野の森美術館）、京都（京都市京セラ美術館）、名古屋（名古屋市博物館）、静岡（静岡県立美術館）で開催された。

## 関連作品
夢中人（ゆめなかびと）
香港映画、1986年。
テラコッタ・ウォリア 秦俑
中国・香港合作映画、1989年。香港のアクション監督チン・シウトンがチャン・イーモウとコン・リーを主演に起用した作品。チャン・イーモウの扮する将軍（秦始皇帝の側近）が、コン・リーの扮する美女との恋愛で皇帝の怒りにふれ、兵馬俑に生きながら埋葬される。だが不老不死の薬を飲んでいた将軍は1930年代によみがえり、その時代に転生していたコン・リー扮する美女と再び巡り合う。
THE MYTH/神話
香港・中国合作映画、2005年。
ハムナプトラ3 呪われた皇帝の秘宝
アメリカ映画。2008年。ハムナプトラシリーズの第3作品目で、これまでのエジプトから中国に舞台を移した映画。最終決戦で兵馬俑の兵士達が目覚め、襲い掛かってくるシーンがある。
墨攻
酒見賢一の歴史小説。また、それを原作とした森秀樹の歴史漫画。漫画版のラストでは主人公の革離を象った俑が現在の日本で公開される場面で終了する。
キングダム
原泰久の漫画が原作のテレビアニメ作品。第3シリーズ第2クールエンディングで兵馬俑をモデルとした映像が放送された。主要キャラクターを象った俑も登場した。

## 文献
- 今泉恂之介『兵馬俑と始皇帝』新潮社、1995年11月、ISBN 4106004879
- 陝西始皇陵秦俑坑考古発掘隊、秦始皇兵馬俑博物館（共編）『秦始皇陵兵馬俑』平凡社、1983年9月、
- 岳南、朱建栄 監訳『秦始皇帝陵の謎』講談社現代新書、1994年12月、 ISBN 4061492322
- 滝口鉄夫『中国兵馬俑への旅　カメラ紀行』北海道新聞社、1996年8月、ISBN 4893631152
- 鶴間和幸『始皇帝陵と兵馬俑』講談社、2004年5月、ISBN 406159656X
- 『秦の始皇帝とその時代展』日本放送協会、1994年
- 『始皇帝と彩色兵馬俑展 司馬遷『史記』の世界』TBS、2006年
- 『特別展 始皇帝と大兵馬俑』NHK/NHKプロモーション/朝日新聞社、2015年